# 17e division d'infanterie coloniale
La 17e division d'infanterie coloniale est une division de l'armée française pendant la Première Guerre mondiale. C'est l'ancienne 1re division d'infanterie du corps expéditionnaire d'Orient et faisait partie de l'Armée française d'Orient.

## Création et différentes dénominations
- février 1915 : 1re division d'infanterie du corps expéditionnaire d'Orient
- 5 octobre 1915 : 1re division d'infanterie du corps expéditionnaire des Dardanelles
- 6 janvier 1916 : 17e division d'infanterie coloniale
- 19 avril 1919 : Dissolution

## Les chefs de la17edivisiond'infanterie coloniale
- 16 mars 1915 - 6 août 1915 : général Masnou[1]
- 6 août 1915 - 29 février 1916 : général Brulard[1]
- 29 février 1916 - 25 janvier 1917 : général Gérôme[1]

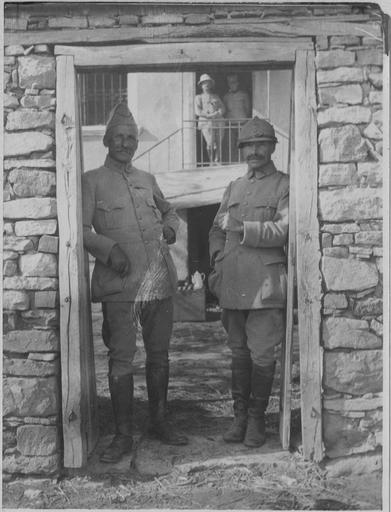
Le général Pruneau en 1918, avec son chef d'état-major divisionnaire, le colonel Vix.

- 25 janvier 1917 - 24 février 1917 : général Fourcade (par intérim) [2]
- 5 mars 1917 - 1er janvier 1918 : général Têtart[1]
- 1er janvier - 29 mai 1918 : général Bordeaux[1]
- 29 mai 1918 - 19 avril 1919 : général Pruneau[1]

## Historique des garnisons, combats et batailles

### Composition
Infanterie
- 175e régiment d'infanterie février à octobre 1915
- 1er régiment de marche d'Afrique de mars à octobre 1915
- 4e régiment mixte colonial (ex-4e régiment de marche) de mars à octobre 1915
- 6e régiment mixte colonial (ex-6e régiment de marche) de mars à octobre 1915
- 54e régiment d'infanterie coloniale (ex-4e régiment mixte) d'octobre 1915 à novembre 1918
- 56e régiment d'infanterie coloniale (ex-6e régiment mixte) d'octobre 1915 à août 1918 (dissolution)
- 57e régiment d'infanterie coloniale (ex-7e régiment mixte) d'octobre 1915 à février 1916
- 58e régiment d'infanterie coloniale (ex-8e régiment mixte) d'octobre 1915 à février 1916
- 1er régiment d'infanterie coloniale de février 1916 à novembre 1918
- 3e régiment d'infanterie coloniale de février 1916 à novembre 1918
- Groupement de bataillons sénégalais (répartis dans les régiments d'infanterie coloniale)[réf. souhaitée]
  - 81e bataillon de tirailleurs sénégalais
  - 93e bataillon de tirailleurs sénégalais
  - 95e bataillon de tirailleurs sénégalais
  - 96e bataillon de tirailleurs sénégalais

Cavalerie
- Régiment de marche de chasseurs d'Afrique de mars à juin 1915
- un escadron du 4e régiment de chasseurs d'Afrique d'avril 1916 à novembre 1918

Artillerie
- un groupe du 1er régiment d'artillerie de campagne de mars 1915 à avril 1916
- un groupe du 8e régiment d'artillerie de campagne de mars 1915 à avril 1916
- un groupe du 47e régiment d'artillerie de campagne de mars 1915 à avril 1916
- 201e régiment d'artillerie de campagne d'avril 1916 à avril 1918 (formé par réunion des trois groupes d'artillerie)
- 43e régiment d'artillerie coloniale d'avril 1918 à novembre 1918 (formé à partir du précédent)
- un groupe du 1er régiment d'artillerie de montagne à partir de mars 1916 à avril 1918
- un groupe du 13e régiment d'artillerie coloniale de montagne d'avril à novembre 1918

### 1915
22 février – 6 mai 1915
6 mai – 13 juillet

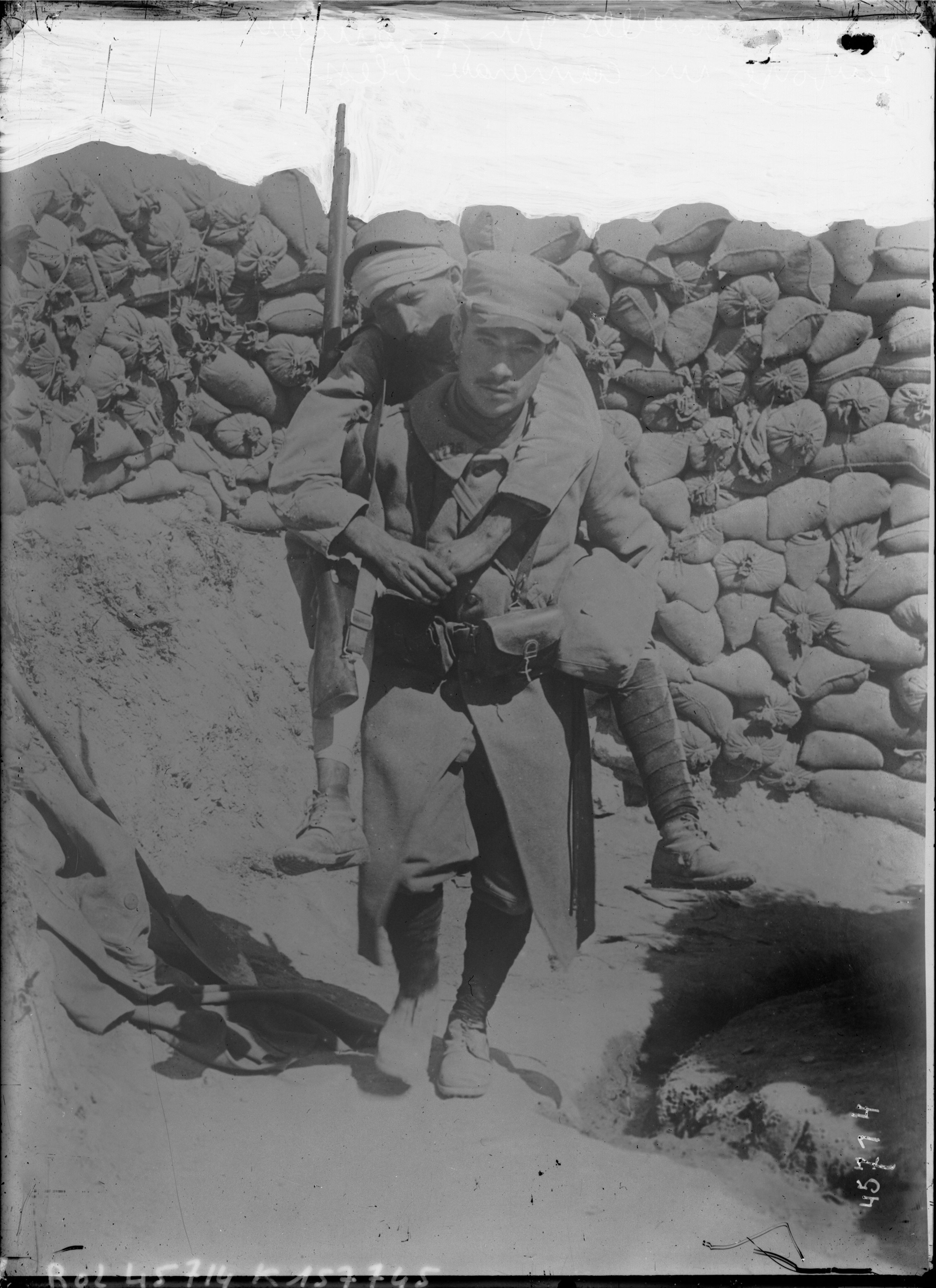
Soldat du portant un camarade blessé, vers septembre-octobre 1915 au Cap Helles.

- 1er mars : Le 4e régiment mixte d'infanterie coloniale est constitué avec deux bataillons de Sénégalais d'Algérie et un bataillon européen. Il arrive à l'île de Lemnos le 17 mars.
- 28-29 avril : Le 4e RMIC débarque en rade du Cap Hélès, occupe un secteur du front et reçoit rapidement une attaque turque qui cause des pertes sévères.
- Engagée dans la Bataille de Krithia : du 6 au 8 mai, les 4 et 21 juin, et du 12 au 14 juillet, 1er, 2e, 3e et 5e combats du Kéréves Déré.

13 juillet 1915 – 6 janvier 1916
- Préparatifs d'offensive dans la presqu'île de Gallipoli
- 16 août : les 4e, 6e, 7e et 8e régiments mixtes deviennent respectivement les 54e, 56e, 57e et 58e R.I.C.[6],[7] À ce jour la première division du C.E.O. comprend le 175e R.I., le 1er R.M.A. et les 54e et 56e R.I.C.
- À partir du 17 août, 6e combat du Kéréves Déré, puis organisation d'un secteur dans cette région.
- Fin septembre, le C.E.O. réorganise ses forces. La 2e division (future 156e D.I.), formée dorénavant par les 175e et 176e R.I. et les 1er et 2e R.M.A., va embarquer vers Salonique. La 1ère division (future 17e D.I.C.) reste à Gallipoli avec les quatre autre régiments, aux ordres du général Boulard. Elle doit adopter une posture exclusivement défensive[8]. Les deux brigades de la division de Boulard sont renommées le 9 octobre : la 2ème brigade mixte coloniale (genéral Fourcade) devient ainsi la 1ere, et la 4ème la 2ème[9].
- début décembre : Ordre est donné de faire perdre aux régiments leur caractère mixte : le 57e RIC passe ses européens au 54e RIC et reçoit de celui-ci ses éléments sénégalais[6]. Le même échange s'opère entre le 58e et le 56e.
- 12 décembre : le 57e RIC est évacué de Gallipoli et transporté à Lemnos. Pendant la campagne, il a subi 570 morts, 1.096 disparus et 2.425 blessés[6]. De là, il sera envoyé en France en avril 1916

### 1916
6 – 28 janvier
- Toutes les troupes françaises restantes sont évacuées de la presqu'île de Gallipoli et transportées à Moudros.
- Formation d'une brigade, au moyen d'éléments européens du C.E.D. stationnés à Moudros, Ténédos et Mytilène.

28 janvier – 28 avril

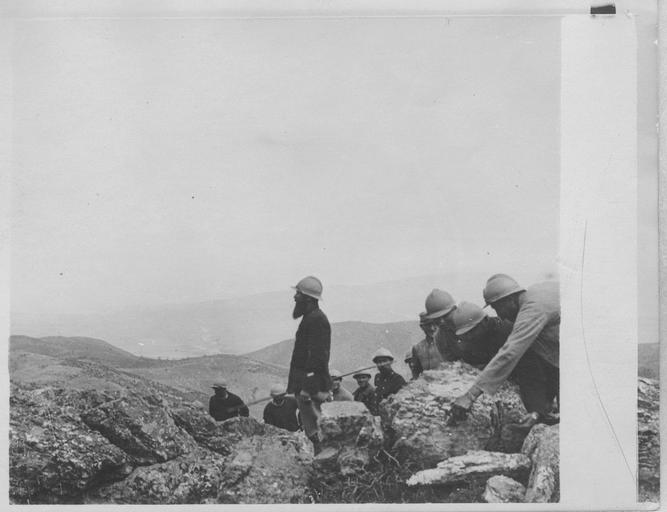
Aménagement de positions défensives par la 17e DIC près de Livadi dans le secteur de Galatista, avril 1916.

- Débarquement, en Macédoine, de la brigade européenne ; formation de la 17e D.I.C., par l'adjonction d'une brigade arrivant de France (la 34e, composée du 1er R.I.C. et 3e R.I.C.)
- 12 février . le 54e R.I.C. débarque à Salonique sans incident[5].
- 26 février : le transport Provence, qui amène de France la moitié du 3e R.I.C., est coulé par un sous-marin en mer Ionienne. Seuls 500 hommes environ et 7 officiers survivent[10],[11].
- 27 mars : la 17e D.I.C. est composée de deux brigades : la 33e, commandée par le général Fourcade, avec les 54e et 56e R.I.C., et la 34e, commandée par le général Bordeaux, avec les 1er et 3e R.I.C ; ce dernier, réduit à seulement deux bataillons[11].
- Organisation de positions défensives vers Livaritikon Oros et les hauteurs nord et sud-est de Galatista.

28 avril – 9 juin
- Occupation d'un secteur sur la rive droite de la Strouma inférieure : travaux d'aménagement de la route de Salonique à Serrès.

9 juin – 9 août

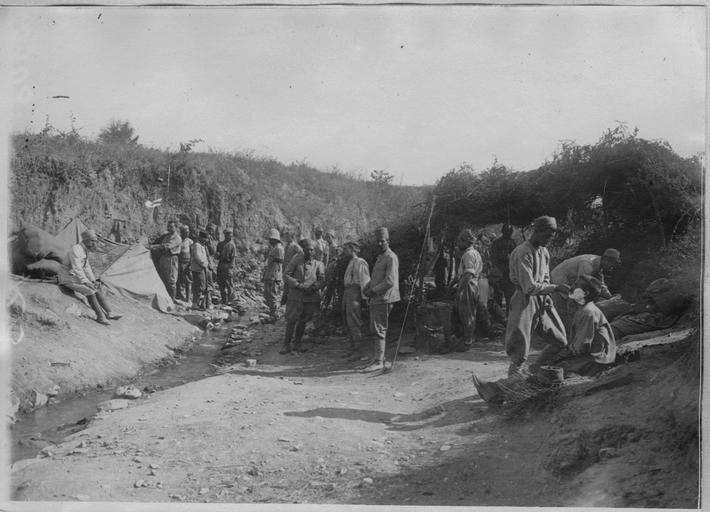
Zouaves de la division dans le ravin de la cote 420 dans le secteur de Cugunci, juillet 1916.

- Beaucoup de cas de paludisme et dysenterie.
- Relève par l'armée britannique ; mouvement vers Irikli et Dérésélo ; travaux et occupation d'un secteur vers Gola et la cote 576.

9 août – 14 septembre
- Engagée du 9 au 18 août dans la Bataille de Doiran, puis organisation des positions conquises au nord-ouest de Vladaya. La division perd 800 hommes, dont 163 morts[13]. La plupart tombent le 15 août lors d'une attaque ordonnée par Sarrail (commandant en chef allié en Orient) et fortement critiquée par le général Cordonnier (nouveau chef de l'Armée française d'Orient) dans ses mémoires[14].

14 septembre – 3 octobre
- Retrait du front du quartier général de la division (Gérôme) et de la 33e brigade coloniale (Fourcade) pour se diriger vers la région de Banitsa, puis vers Négovani et Sakoulevo[15].
- 30 septembre : le général Gérôme est nommé commandant d'une division provisoire qui inclut la brigade Fourcade, la 21e brigade d'infanterie mixte (Sicre), un groupe de 75 mm et un autre de 120 mm[15],[16].
- De son côté, la 34e brigade coloniale continue à tenir le secteur de Doïran (à la disposition directe de Sarrail).

3 octobre – 29 décembre
- 3 octobre : l'Armée française d'Orient lance son offensive dans le secteur de Florina, avec la brigade Fourcade constituant la réserve générale d'armée[17]. Les troupes bulgares se retirent sans combattre.
- Les deux brigades de la Division Gérôme sont mises successivement à la disposition de l'armée serbe : participation à la Bataille de la Tcherna:
  - 14 octobre : Offensive de la 33e brigade coloniale entre la Tchérna et Kénali. L'assaut français est freiné à environ 100 mètres des tranchées bulgares. Ils subsissent 58 morts, 30 disparus et presque 200 blessés. L'autre brigade de la Division Gérôme, la 21e, subit un échec encore plus grave, avec 666 morts et disparus et presque 600 blessés[18].
  - 27 octobre : Nouvelle attaque franco-serbe, sous la pluie et le brouillard. La 21e BIC réussit à prendre Gardilovo tandis que la 33e BIC attaque sans succès vers Kénali. Pendant les deux jours suivants, les fantassins de la 33e arrivent jusqu'à 300 m du village. Au total, la Division Gérôme perd 706 hommes, dont 323 morts et disparus[19].
  - L'armée franco-serbe lance une nouvelle attaque frontale le 14 novembre. La Divison Gérôme bombarde les lignes ennemies toute la journée et se lance à l'assaut le lendemain, sans succès. En revanche, les serbes réussissent à faire reculer les germano-bulgares d'environ 6 km. La Division Gérôme renouvelle son attaque le 17, encore sans succès. Finalement les forces de l'axe se retirent dû à la percée serbe, et les alliés peuvent entrer à Monastir. La 17e DIC prend Negotine sans coup férir mais ne peut avancer au delà car elle est épuisée, réduite à 600 fusils. En plus du feu ennemi, le froid a fait des ravages sur les pieds des fantassins sénégalais et créoles[20].
  - Le 27 novembre, la Division participe à une attaque allié qui cherche à expulser les bulgares des hauteurs dont ils bombardent la ville de Monastir, et qui se solde par un nouvel échec[21]. Malgré l'épuisement des troupes, Sarrail ordonne une nouvelle attaque alliée pour le 9 décembre. La Division avance presque 1 km mais les unités russes à sa droite sont arrêtées, ce qui ouvre le flanc français à une contraataque germano-bulgare. La Division perd plus de 600 hommes, dont 124 morts et disparus[22].
- En décembre les brigades de la Division Gérôme reviennent à l'Armée française d'Orient (maintenant commandée par le général Leblois), qui est passé à la défensive et construit lentement des fortifications.
- À partir du 28 octobre, relève de la 34e brigade coloniale, au sud de Doïran, par des troupes britanniques. Des éléments de cette brigade, portés sur la rive droite du Vardar, sont mis à disposition de la 122e D.I. D'autres éléments, portés dans la région d'Alexsia, rejoignent la  Division Gérôme (17e D.I.C.) par étapes, vers Monastir, entre le 22 novembre et le 5 décembre.

### 1917
29 décembre 1916 – 9 mai 1917
- Relève par des éléments italiens, retrait du front et repos entre Monastir et Florina ; puis occupation d'un nouveau secteur dans la région Rapech, Bernik.
- Le 25 janvier, le général Gérôme part en permission et le général Fourcade assume provisoirement le commandement de la 17e D.I.C.[23] À cette date la division est constitué de la 33e B.I.C. avec les 54e et 56e R.I.C., et du 3e R.I.C. de la 34e B.I.C. L'artillerie inclut trois groupes de 75, trois de montagne et d'autres batteries[24].
- Le 24 février le général Fourcade, malade, est évacué à Salonique. Le 5 mars figure comme nouveau commandant de la division le général Tetart[25].
- 4 avril : les derniers éléments de la 34e brigade coloniale restés vers Doïran avec la 122e D.I. (principalement le 1er R.I.C.), rejoignent la 17e D.I.C.
- 5 avril : création du groupement de divisions de la Tcherna, sous les ordres du général Lebouc, qui comprend la 17e D.I.C., la 2e brigade russe et ultérieurement la 16e D.I.C.[26]

9 mai 1917 -13 août 1918
- 5 mai : Attaque des lignes bulgares, dans la Boucle de la Tcherna. Le 9 mai, deux bataillons du 56e R.I.C. parviennent à pénétrer dans la première ligne ennemie, malgré une position très défavorable à l'attaque, mais ils doivent se replier sur leurs tranchées de départ à la suite de contre-attaques bulgares. Deux autres tentatives, ordonnées par Sarrail dans le cours de la journée contre l'avis du commandant du regiment, n'aboutissent qu'à augmenter les pertes déjà considérables, sans obtenir aucun résultat[27] Le 56e est tellement décimé qu'il doit être retiré du front[28].
- Organisation d'un secteur dans cette région.
- 7 septembre : Retrait du front d'une brigade pour stationner dans la région de Jivonia en réserve générale de l'armée[29].
- À la fin d'avril 1918, éléments au repos vers Polok.

### 1918
13 août – 10 septembre
- Retrait du front, mouvement vers Vladova ; repos.
- Le 25 août, la division adopte la nouvelle organisation à trois régiments sans brigades : le 56e R.I.C.est dissous, le général Bordeaux qui commandait la 34e brigade rentre en France. L'infanterie de la division sera dorénavant composée des 1er, 3e et 54e R.I.C.[31]

10 septembre – 12 octobre
- Mouvement vers le front, dans la région de la boucle de Tchérna.
- Engagée, avec la 2e armée serbe, les 15 et 16 septembre, dans la Bataille du Dobropolie[32] :
  - Attaque des lignes du plateau de Kravitza et du Kravitchki Kaméne  (dans les Montagnes Voras (en)) ; poursuite vers Ribartsi.
  - 24 septembre, prise du monastère de Tchitchevo ; franchissement du Vardar à Oulantsi ; poursuite, par Ichtib, vers Neokazi ; puis stationnement à Egri Palanka.

12 octobre – 20 novembre

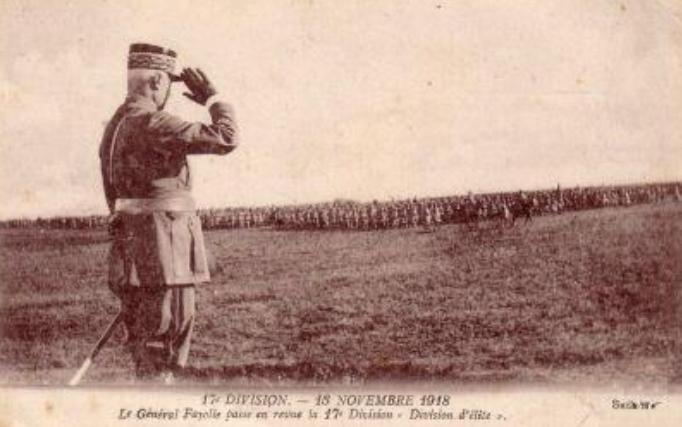
Le général Fayolle passe en revue la le 13 novembre 1918.

- Transport par voie ferrée d'Egri Palanka, dans la région de Pirot (Serbie)
- À partir du 29 octobre : mouvement vers Kniajévats, puis vers Zayétchar et opérations sur le Danube, vers la boucle d'Orsova.
- 4 novembre : cessation des hostilités avec l'Autriche-Hongrie.
- décembre : transport vers Neusatz et occupation du Banat de Témesvar

### 1919
- 19 avril 1919 : à partir de cette date, dissolution de la division

### Rattachements
- 22 février - 5 octobre 1915 : Corps Expéditionnaire d'Orient
- 5 octobre 1915 – 8 février 1916 : Corps Expéditionnaire des Dardanelles
- 8 février – 11 août 1916 : Armée française d'Orient

## Sources et bibliographie
- Les armées françaises dans la Grande guerre (AFGG), vol. 2, t. 10 : Ordres de bataille des grandes unités : divisions d'infanterie, divisions de cavalerie, 1924, 1092 p. (lire en ligne).
- Journal des marches et opérations (JMO) de la 17e D.I.C. (lire en ligne)